# Pam Marshall
Pamela Marshall (ur. 16 sierpnia 1960) – amerykańska lekkoatletka, sprinterka.
W 1985 reprezentowała USA podczas rozegranego w Canberze Pucharu Świata, jednak była dopiero 5. w biegu na 200 metrów. Najbardziej udaną międzynarodową imprezą były dla Marshall mistrzostwa świata (Rzym 1987). Zajęła 8. miejsce na 100 metrów, była także 4. na 200 metrów. W ostatni dzień zawodów odbył się finałowy bieg kobiecych sztafet 4 × 100 metrów. Amerykanki pokonały faworyzowaną sztafetę NRD, a Marshall na ostatniej zmianie wygrała rywalizację z Marlies Göhr. Amerykance zmierzono na jej zmianie nieoficjalny czas 10,11 s. W 1986 zdobyła złote medale mistrzostw kraju na 100 i 200 metrów, rok później triumfowała na dłuższym z tych dystansów. Wystąpiła w biegu na 200 metrów na igrzyskach olimpijskich w 1988 w Seulu, ale nie ukończyła biegu eliminacyjnego. 

## Rekordy życiowe
- bieg na 100 metrów – 11,01 (1987)
- bieg na 200 metrów – 21,93 (1988)
- bieg na 400 metrów – 49,99 (1986)
- bieg na 50 jardów (hala) – 5,83 (1986)
- bieg na 50 metrów (hala) – 6,32 (1986)
- bieg na 55 metrów – 6,76 (1986)